# Stowarzyszenie Kolejowych Przewozów Lokalnych

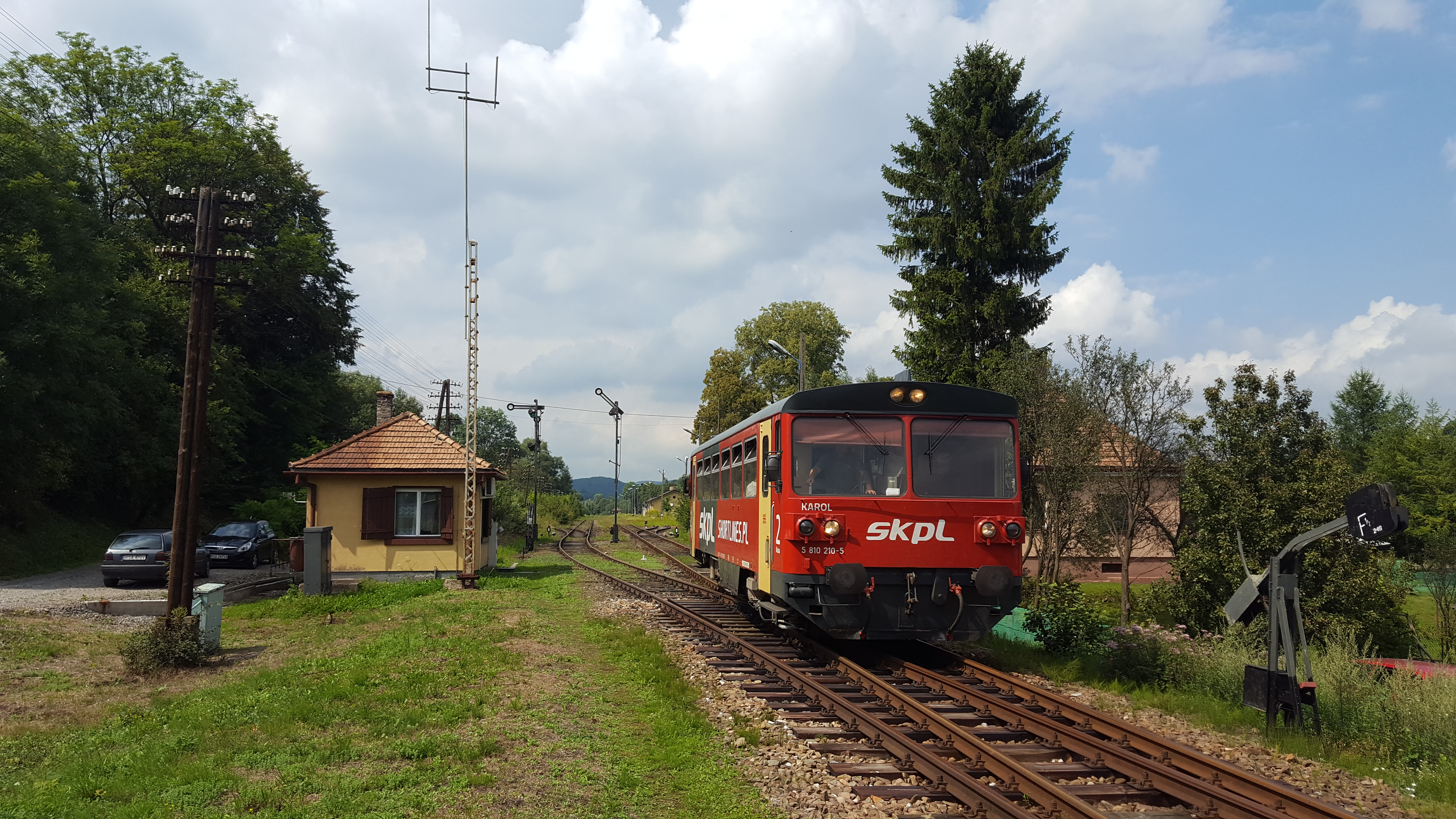
Czechosłowacki wagon motorowy 810 użytkowany przez SKPL na stacji w Zagórzu

Stowarzyszenie Kolejowych Przewozów Lokalnych (SKPL) – polskie stowarzyszenie założone w 2001 roku w Kaliszu.
Celami statutowymi Stowarzyszenia Kolejowych Przewozów Lokalnych są: tworzenie warunków do ochrony i utrzymania oraz rozwoju wąskotorowych i normalnotorowych kolei lokalnych w Polsce; popularyzowanie tradycji i historii kolei na terenie Polski oraz prowadzenie działalności oświatowo-edukacyjnej.
Dochód z działalności gospodarczej stowarzyszenia przeznaczony jest na realizację celów statutowych. Stowarzyszenie jest członkiem założycielem Polskiej Federacji Kolei Muzealnych, Turystycznych i Lokalnych.

## Historia
Stowarzyszenie Kolejowych Przewozów Lokalnych powstało w 2001 roku. Od 2002 roku prowadziło działalność gospodarczą polegającą na zarządzaniu infrastrukturą kolejową oraz prowadzeniu przewozów na liniach kolejowych na terenie Polski.
Po 2010 roku nastąpiła reorganizacja działalności Stowarzyszenia Kolejowych Przewozów Lokalnych. Powołano SKPL Cargo Sp. z o.o. oraz SKPL Infrastruktura i Linie Kolejowe Sp. z o.o.. Zmiany miały na celu rozdzielenie funkcji przewoźnika kolejowego od funkcji zarządcy infrastruktury kolejowej.

## Charakterystyka

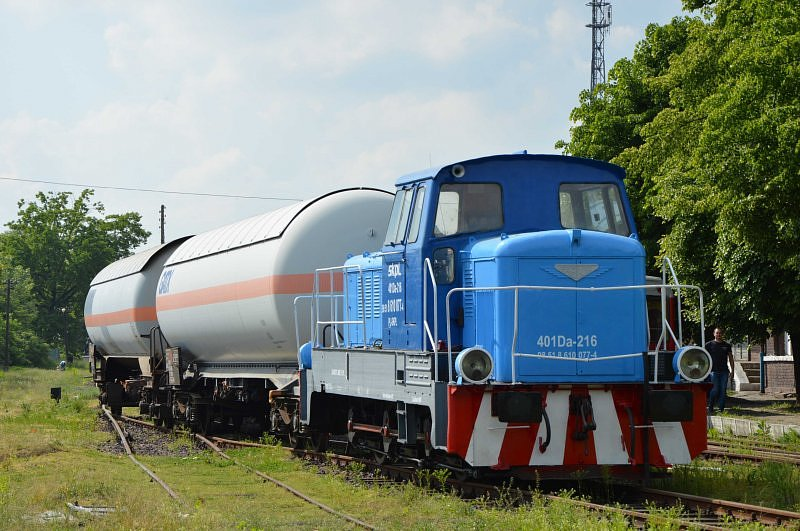
Lokomotywa spalinowa 401Da-216 należąca do SKPL Cargo Sp. z o.o. (2015)

SKPL Cargo Sp. z o.o. przez cały rok prowadzi ruch pociągów pasażerskich na linii Pleszew Miasto – Pleszew Wąskotorowy (Kowalew).
SKPL Infrastruktura i Linie Kolejowe w imieniu lokalnych samorządów zarządza liniami kolejowymi:
- Kaliską Koleją Dojazdową (KKD)
- Pleszewską Koleją Lokalną (PKL)
- LK nr 212 (Lipusz – Bytów)
- LK nr 259 (Karolewo (bocznica szlakowa) – Węgorzewo)

## Tabor
Spółka w 2019 roku kupiła lokomotywę ST43-115 od PKP Cargo, kolejne dwa egzemplarze o numerach 108 i 245 zostały zakupione w styczniu 2020 roku, wraz z trzema lokomotywami serii SM42 o numerach 070, 071 i 453. 

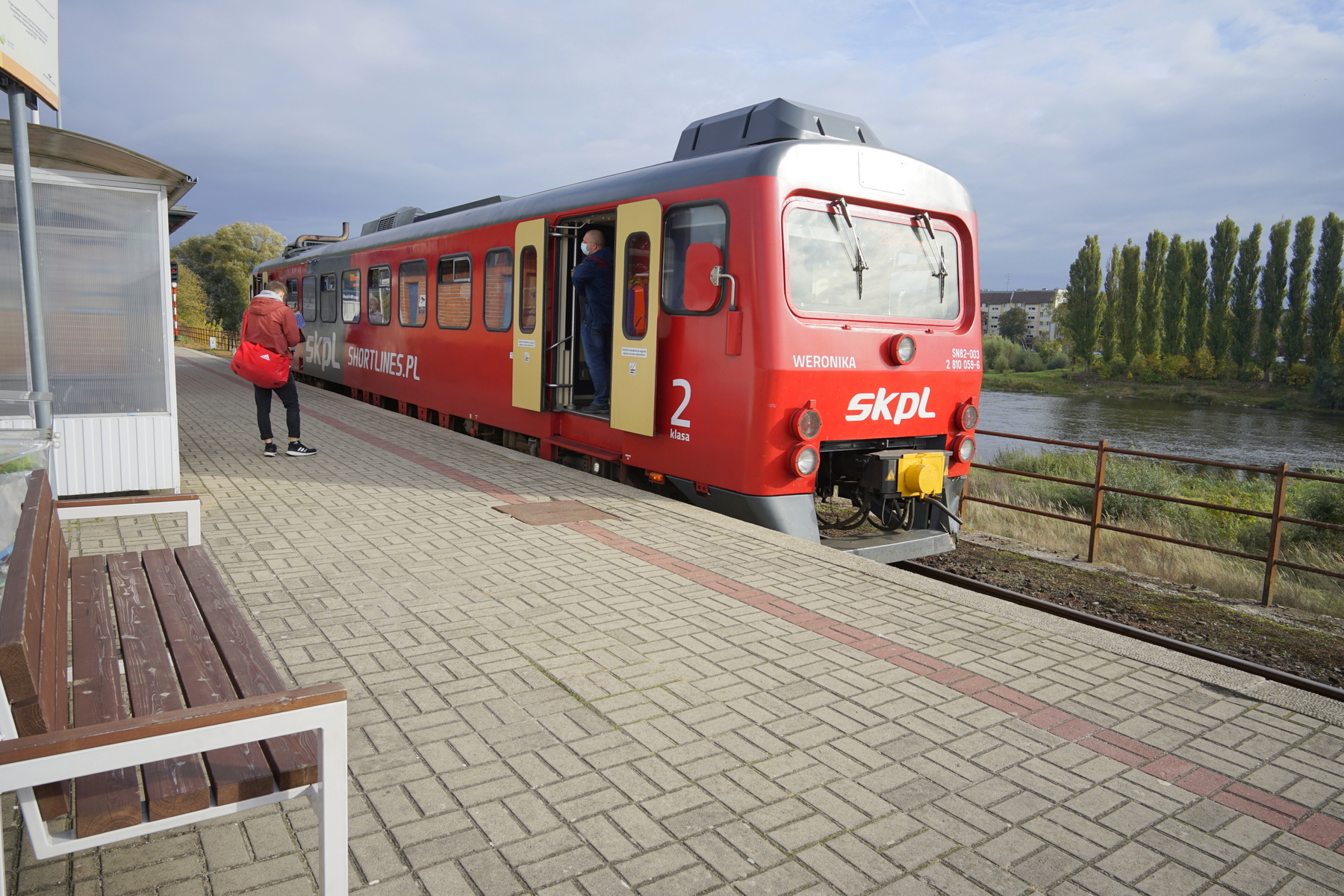
Wagon spalinowy SN82 na stacji w Gorzowie Wlkp.

W listopadzie 2020 roku SKPL potwierdziło zakup 32 spalinowych zespołów trakcyjnych DM90 od Kolei Holenderskich. Pierwsze 4 sztuki dotarły do przewoźnika pod koniec listopada 2020.
W przeszłości spółka dysponowała jedną lokomotywą serii M62 o numerze 1286, która w sierpniu została wystawiona w aukcji internetowej za 550 tysięcy złotych. Została zakupiona w maju 2018 roku przez firmę Logistics & Transport Company.
W listopadzie 2022 roku SKPL sprowadziło 6 duńskich lokomotyw spalinowych serii ME1500 (ciężka 6-osiowa lokomotywa produkowana przez Henschel & Sohn Kassel) o prędkości maksymalnej 175km/h. Wg stanu na kwiecień 2025 jednostki są w trakcie polonizacji, po której otrzymują oznaczenie SU175, wykonywały jedynie przejazdy towarowe w Wielkopolsce.
W lipcu 2023 roku spółka odkupiła lokomotywę EU07-320 od PKP Intercity.
| Wagony spalinowe i spalinowe zespoły trakcyjne |               |               | |                              |               |        |                                                        |                      |
| Producent                                      | Typ           | Seria         | Numery taborowe (imiona) | Rok produkcji                | Rok zakupu    | Liczba | Przydział                                              |                      |
| Düwag                                          | DH1           | SN82          | 001 (Marzanna), 002 (Sylwia), 003 (Weronika) | 1983                         | 2018, 2020    | 3      | SKPL Cargo Sp. z.o.o                                   | [ 8 ] [ 9 ]          |
| Düwag                                          | DH2           | SN83          | 001 (Jacek), 002, 003 (Zbyszek), 004 (Mieciu), 005 (Andrzej), 006 (Wojtek) , 007 (Leon)                                                                      | 1981, 1982                   | 2019, 2020    | 7      | SKPL Cargo Sp. z.o.o                                   | [ 9 ]                |
| MAN Waggonfabrik Uerdingen                     | Baureihe 614  | SN84          | 001 (Mucha), 002 (Strapa), 003 (Żuczek), 004 (Przepiór), 005 (Jaśko)                                                                                         | 1973, 1974, 1975, 1976       | 2018, 2019    | 5      | PKP Intercity Zakład Południowy w Krakowie (dzierżawa) | [ 10 ]               |
| Waggonfabrik Talbot                            | DM90          | SD85          | 001 (Mazik), 002 (Dominik), 003 (Marek), 004 (Filip), 005 (Sławek), 006 (Adam), 007 (Łuki), 008 (Leszek), 009 (Igor), 010 (Ryś), 011 (Misiek), 012 (Krzysio) | 1996, 1997, 1998             | 2020          | 32     | PKP Intercity Zakład Południowy w Krakowie (dzierżawa) | [ 11 ] [ 12 ] [ 13 ] |
| Vagonka Studénka                               | ČSD M 152.0   | 810           | 054-7 (Tomek), 165-1 (Maciej), 210-5 (Karol), 408-5, 569-4 (Albert), 627-0 (Przemek), 629-6, 642-9 (Bartek)                                                  | 1976, 1977, 1981, 1982, 1984 | 2016, 2024    | 8      | SKPL Cargo Sp. z.o.o                                   | [ 14 ]               |
| Suma pojazdów                                  | Suma pojazdów | Suma pojazdów | Suma pojazdów | Suma pojazdów                | Suma pojazdów | 55     |                                                        |                      |

Spółka ostatnio dodała do swojego taboru 20 wycofanych wagonów R109 z Niemiec. Według SKPL, wagony mają w przyszłości kursować na trasie Warszawa-Rawa Ruska z dalszym połączeniem do Lwowa. Po raz pierwszy w sierpniu 2024 wagony zostały wykorzystane jako skład zastępczy pociągu TLK Wetlina.
(stan taborowy aktualny na 20.04.2025 r.)